# Hans Humpert

Porträtbild Hans Humpert um 1938, im Bestand M4 des Stadtarchivs Paderborn

Johannes „Hans“ Humpert (* 19. April 1901 in Paderborn; † 15. September 1943 in Salerno, Italien) war ein deutscher Komponist und Musikpädagoge. Humpert schrieb Chor-, Orgel-, Kammer- und Orchestermusik. Seine Musik und Kompositionen stehen als zeitgenössische Werke des frühen 20. Jahrhunderts in der noch nicht unterbrochenen Spannung zur Tradition, in der Herkunft von Max Reger und der Gleichzeitigkeit mit Paul Hindemith.

## Leben

### Herkunft und Kindheit
Hans Humpert kam am 19. April 1901 als Sohn eines sauerländischen Schneidermeisters im ostwestfälischen Paderborn zur Welt. Seine Kindheit war geprägt von den bescheidenen Verhältnissen in seinem Elternhaus. Erste Berührungen mit der Musik machte er in den Gottesdiensten im Paderborner Dom.
Ab 1912, zu einer Zeit in der sich auch ein kirchenmusikalischer Neuaufbruch datieren lässt, der Cäcilianismus wurde zu dieser Zeit mehr und mehr ins Abseits gedrängt, erhielt er von dem Domorganisten Johannes Cordes Klavierunterricht, zudem gab Max Reger am 24. Juli 1912 und am 10. Juni 1913 zwei Konzerte in Paderborn. Diese Ereignisse trugen maßgeblichen zu der musikalischen Begeisterung des jungen Humperts bei.

### Jugend
Ab 1916 gab Johannes Cordes Humpert zusätzlich Orgelunterricht; drei Jahre später, am 10. September 1919, vollendete der damals 18-Jährige seine erste Komposition „Fugette über B-A-C-H“, deren Original sich im Stadtarchiv Paderborn befindet. 1920 machte Humpert Abitur am Gymnasium Theodorianum in Paderborn, lebte bis 1924 weiterhin bei seinen Eltern, schuf aber in dieser Zeit keine weiteren Werke.

### Reifejahre
1924 ging er nach Frankfurt am Main um am Hoch’schen Konservatorium Komposition bei Bernhard Sekles, der auch schon Paul Hindemith unterrichtet hatte, zu studieren und dem konservativen Klima seiner Heimatstadt zu entkommen. Aus dieser Zeit stammt das Werk „Quartett für zwei Violinen, Bratsche und Violoncello“.
Nach nur zwei Jahren in Frankfurt zog es Humpert 1926 nach Berlin an die Berliner Musikhochschule, er beschäftigte sich bis 1930 mit dem Tonsatzbereich, hauptsächlich mit Fuge und Passacaglia und erschuf unter anderem die Schriftwerke „Schulfugen“ und „Schulsonate“.
In Berlin kam er auch mit anderen musikalischen Avantgardisten in Kontakt, unter anderen lernte er Hanns Eisler und Joseph Ahrens kennen. An der Musikhochschule studierte er bei Walther Gmeindl und war Kommilitone von Ernst Pepping, mit dem er aber keinen persönlichen Kontakt hatte. Paul Hindemith lernte er in Berlin kennen, dieser ermöglichte Humpert die Teilnahme am Baden-Badener Musikfest, wo unter anderem sein Werk „Trio für Violine, Bratsche und Violoncello“ aus dem Jahr 1927 uraufgeführt wurde.
1928 erhielt Humpert für sein Werk „Konzert für Streichquartett und größeres Kammerorchester“ den Mendelssohn-Preis der Stadt Berlin.
1930 bekam er von der „Deutschen-Grammophon-Gesellschaft“ ein Stipendium, um in der Preußischen Staatsbibliothek die Werke alter Meister in moderne Notation umzuschreiben, damit die Werke aufgenommen und aufgeführt werden konnten. Durch diese Arbeit kam Humpert in Berührung mit den Werken der frühneuzeitlichen Komponisten Heinrich Isaac 1450–1517, Ludwig Senfl 1490–1543 und Heinrich Schütz 1585–1672, die ihm eine neue Richtung der Musik präsentierten, da die Werke, unter anderem von Johann Sebastian Bach, zur damaligen Zeit als Neuentdeckung galten.
Mit 29 Jahren beendete Humpert sein Studium und zog 1930 zurück nach Paderborn. Dort heiratete er am 13. Juli 1935 die Schneiderin Agnes Juliane Bremer (* 21. November 1903 in Köln; † 19. April 1959 in Paderborn)., sah aber die Rückkehr in seine ostwestfälische Heimat zunächst nur als Zwischenstation an.
Unterstützung erhielt er während seiner Zeit in Paderborn von Professor Gustav Schauerte und Dr. Johannes Hatzfeld. Schauerte, von 1905 bis zu seinem Tod 1945 Leiter des Paderborner Domchors, war maßgeblich daran beteiligt, dass Humperts Werke, wie das „Te Deum“ zu Libori 1931, (ur-)aufgeführt wurden. Hatzfeld, Schriftleiter der katholischen Bistumszeitschrift „Leo“, konnte unter anderem den Schwann-Verlag in Düsseldorf, den Schott-Verlag in Mainz und später den Bärenreiter-Verlag in Kassel für den Druck der Werke Humperts gewinnen.
Am 24. November 1937 beantragte er die Aufnahme in die NSDAP und wurde rückwirkend zum 1. Mai desselben Jahres aufgenommen (Mitgliedsnummer 5.830.795). In bescheidenen Verhältnissen lebend ging er seiner Tätigkeit als Komponist nach, während seine Frau den Lebensunterhalt verdiente. Ab dem Jahr 1939 gab er an dem Gymnasium Theodorianum und der Städtischen Realschule - Reismann Paderborn Musikunterricht, um seine Familie finanziell zu unterstützen.

### Die letzten Jahre
1940 wurde Humpert, der im selben Jahr noch Vater wurde, zum Lehrstuhlinhaber für Komposition an der Musikhochschule in Münster ernannt. Er konnte jedoch den Lehrstuhl nicht antreten, da die Hochschule bei einem Fliegerangriff der Royal Air Force zerstört wurde.
Humpert schrieb in einem Brief an seinen Schüler Georg Hoffmann: „Der Engländer hielt es für notwendig, die ganze Gegend in einen wüsten Trümmerhaufen zu verwandeln“. 1943 wurde er zum Kriegsdienst einberufen und einer Sanitätskompanie zugeteilt, mit der er über Frankreich nach Italien gelangte. In einem Brief vom 9. Mai 1943 an Felix Kreusch schrieb er: „Frankreich hat mich versöhnt, Italien hat mich erlöst. Ich kann mir kaum denken, daß eine Steigerung meines Lebensgefühls noch möglich ist nach dem Erlebnis Florenz“.

### Tod

Hans Humpert: Grab auf dem Soldatenfriedhof in Salerno, Italien, im Bestand M4 des Stadtarchivs Paderborn

Am 15. September 1943 wurde Humpert bei einem Fliegerangriff in der Bucht von Salerno, südlich von Neapel, getroffen. Auf dem kleinen Dorffriedhof Sant’Angelo dei Lombardi bei Salerno wurde er beigesetzt.
Bei der Anlage von deutschen Soldatenfriedhöfen 1960 bis 1961 wurde Humpert exhumiert und auf den Soldatenfriedhof bei der Abtei Monte Cassino in der Provinz Frosinone umgebettet. Die Inschrift seines Grabsteines lautet, wie bereits auf dem Kreuz in Salerno schlicht: „Soldat Johannes Humpert“.
Nach seinem Tod wurden seine Manuskripte im Kellergewölbe der Paderborner Marktkirche in Sicherheit, jedoch 1945 von seiner Frau Agnes vor der Zerstörung Paderborns und der Marktkirche aufs Land gebracht.
Einziger Nachkomme war Hans Ulrich Humpert (* 9. Oktober 1940 in Paderborn; † 29. August 2010 in Köln).

## Musik und Werke
Die Rezeption der Werke Humperts kommt unter anderem in folgenden Äußerungen zum Ausdruck:

„Seine (Humperts) Kompositionen sind geschrieben in einer erweiterten Tonalität mit Elementen der Kirchentonart, so dass die Texte der geistlichen Chorwerke zugleich neu und im Kontinuum der Glaubensbezeugung erscheinen. In der kompositorischen Auseinandersetzung mit den Werken der Vergangenheit vermied Humpert jede Form des Experiments, suchte er den persönlichen, künstlerischen Ort seiner Gegenwart, seiner geschichtlichen Existenz als eine Proportionalität zum tradierten Erbe und zur Moderne. In diesem elementar geschichtlichen Sinne – nicht in einem einengend lokalen – ist Hans Humpert in der geistigen Widerspieglung seiner von Natur und Geschichte geprägten Geburtsstadt wahrhaft ein Paderborner Komponist.“

„Humperts linear konzipierten Werke verdeutlichen seine Vertrautheit mit der geistlichen Polyphonie, dem gregorianischen Choral und der Orgel. Sie enthalten sich subjektiver Gefühlsausbrüche, sie sind verstandsklar durchkonstruiert und verschmähen strikt allen ästhetischen Aufwand“

„Dennoch wird Hans Humpert, der mit 42 Jahren leider allzu früh verstorbene und vielleicht auch noch nicht völlig ausgereifte Künstler zu den fähigsten Komponisten unseres Jahrhunderts und zu den begabtesten Neutönern der zwanziger bis vierziger Jahre zu zählen sein, da er in seinem Werken durchaus Eigenes auszusprechen verstand.“

Hindemith kommentierte 1929 das Werk „Konzert für Streichquartett und größeres Kammerorchester“:

„Es sei ein Werk voll von reiner und reicher Musik, dass man aus ihm zwei Symphonien schreiben könne.“

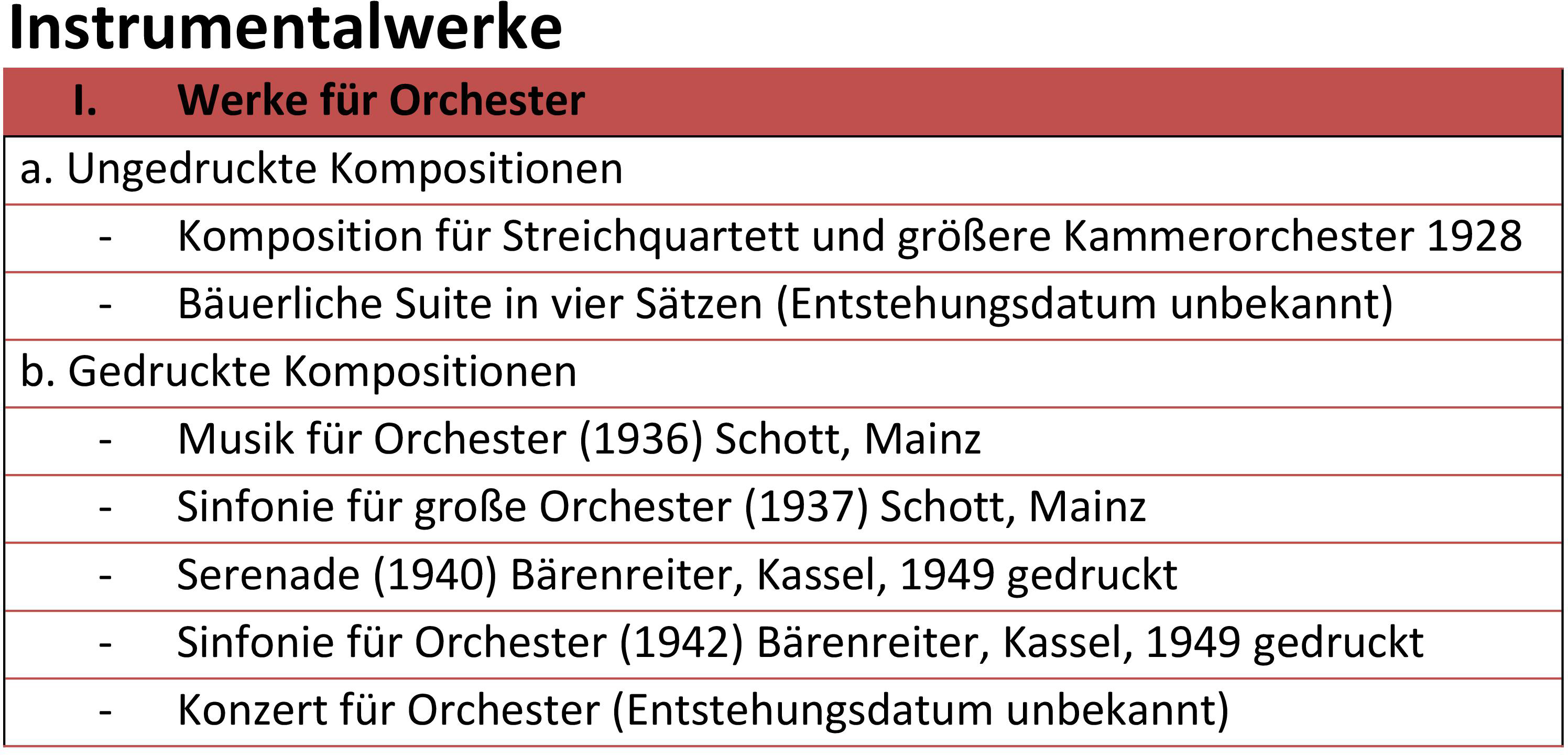
Instrumentalwerke, Werke für Orchester
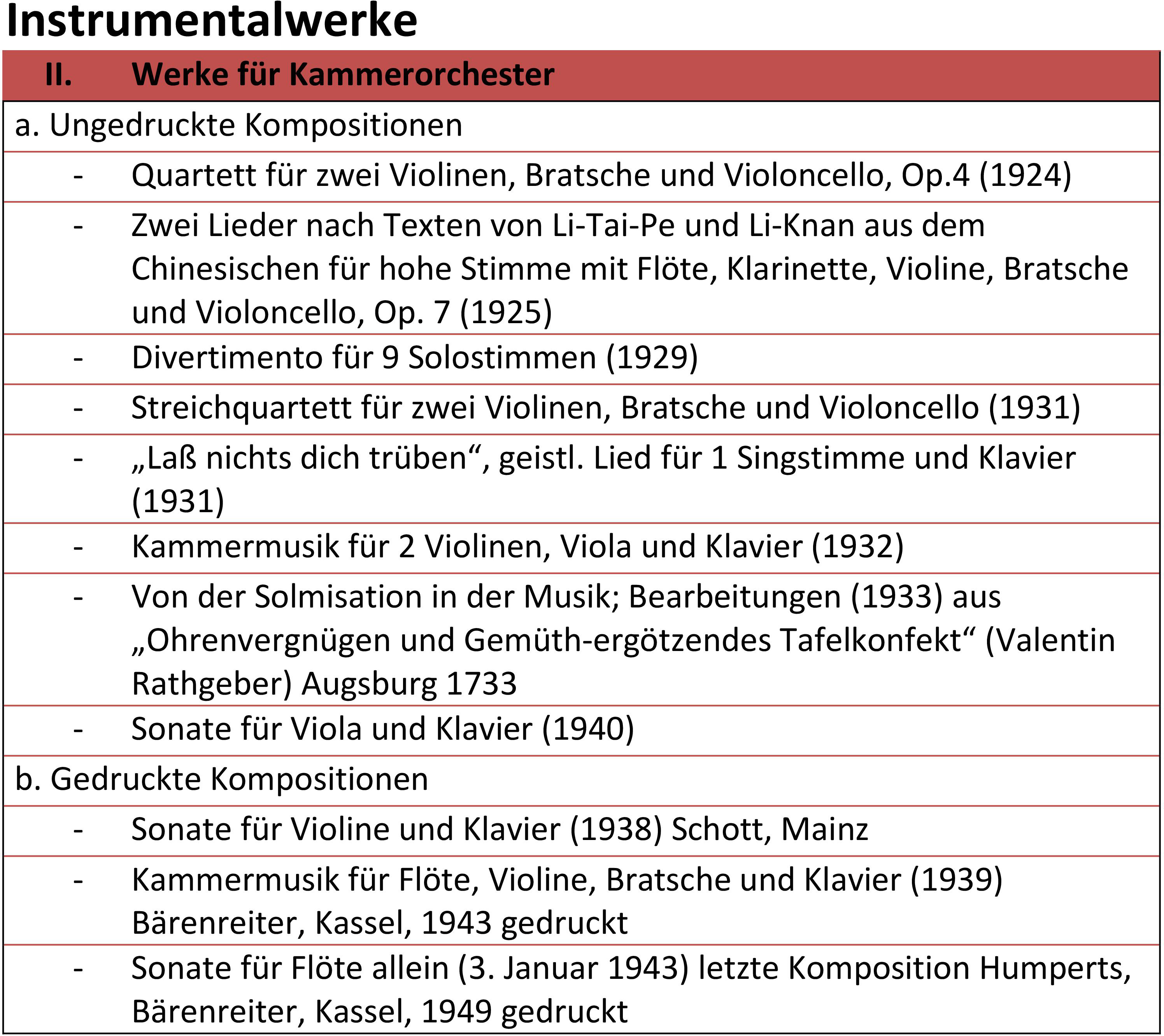
Instrumentalwerke, Werke für Kammerorchester
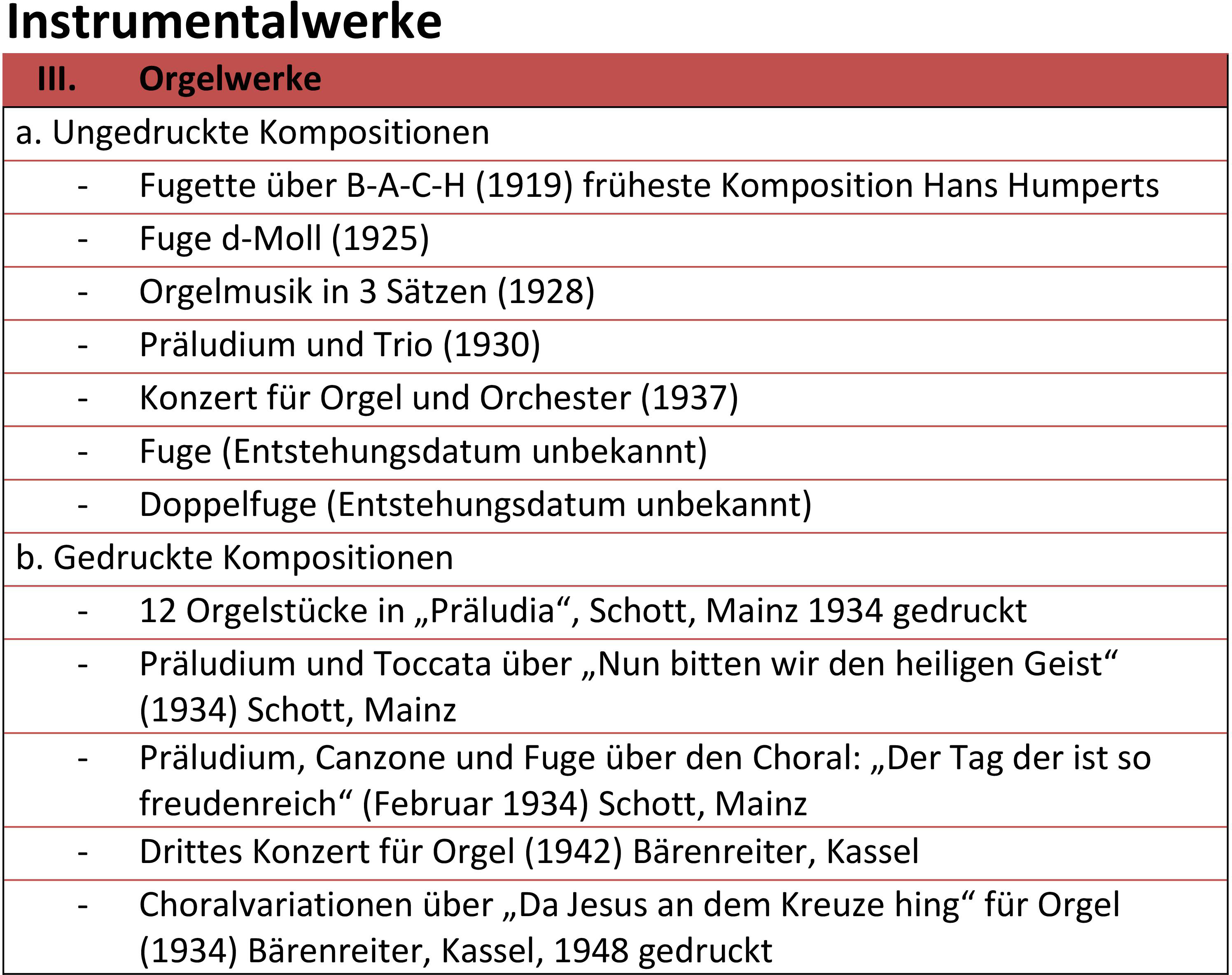
Instrumentalwerke, Werke für Orgel
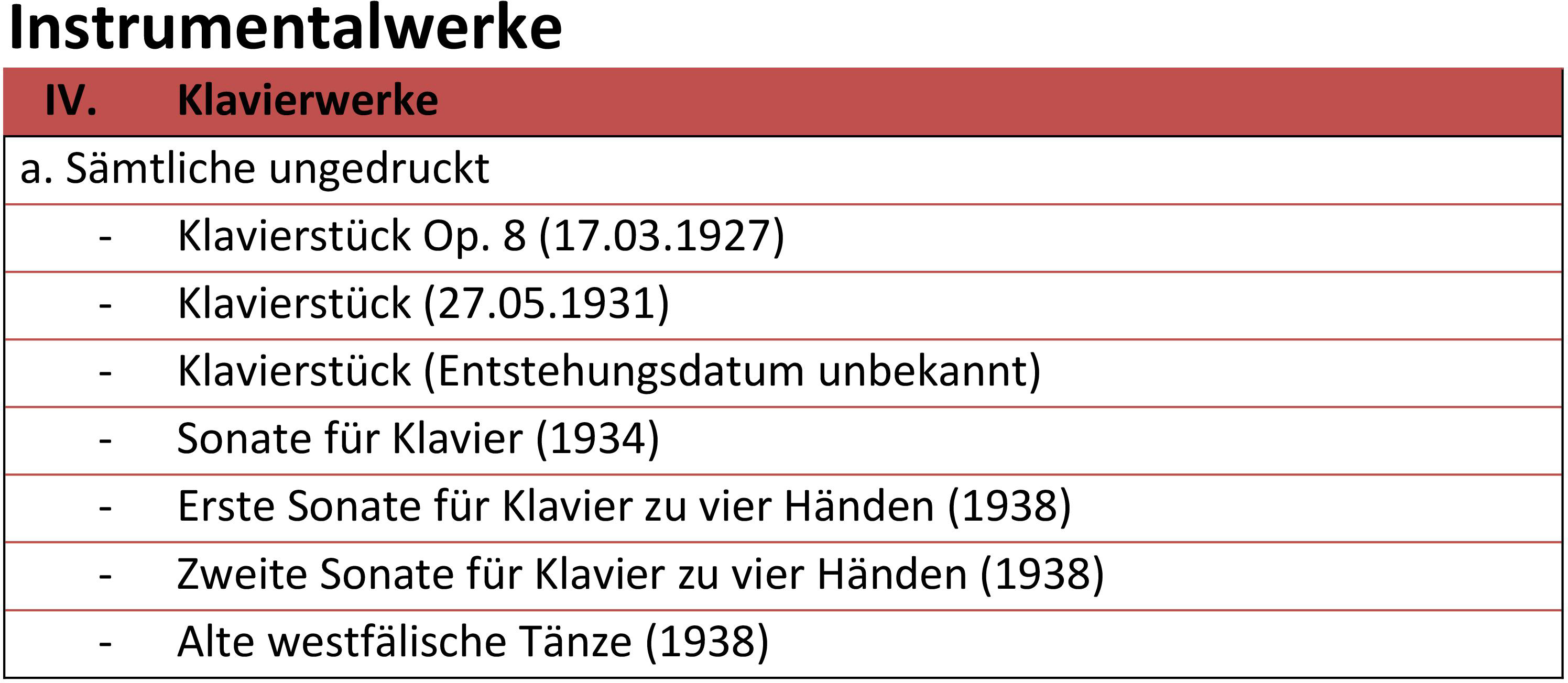
Instrumentalwerke, Werke für Klavier
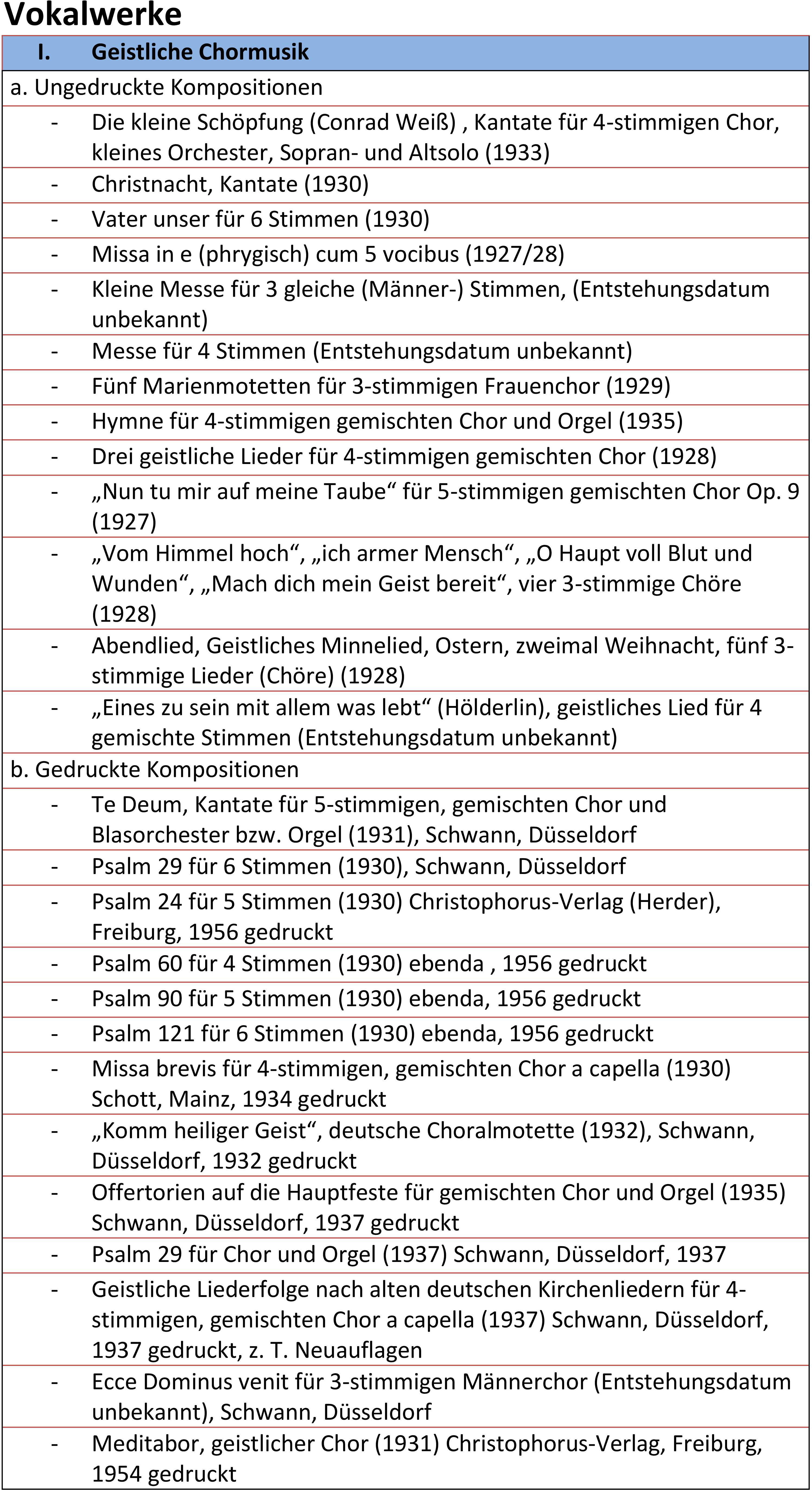
Vokalwerke, geistliche Chormusik
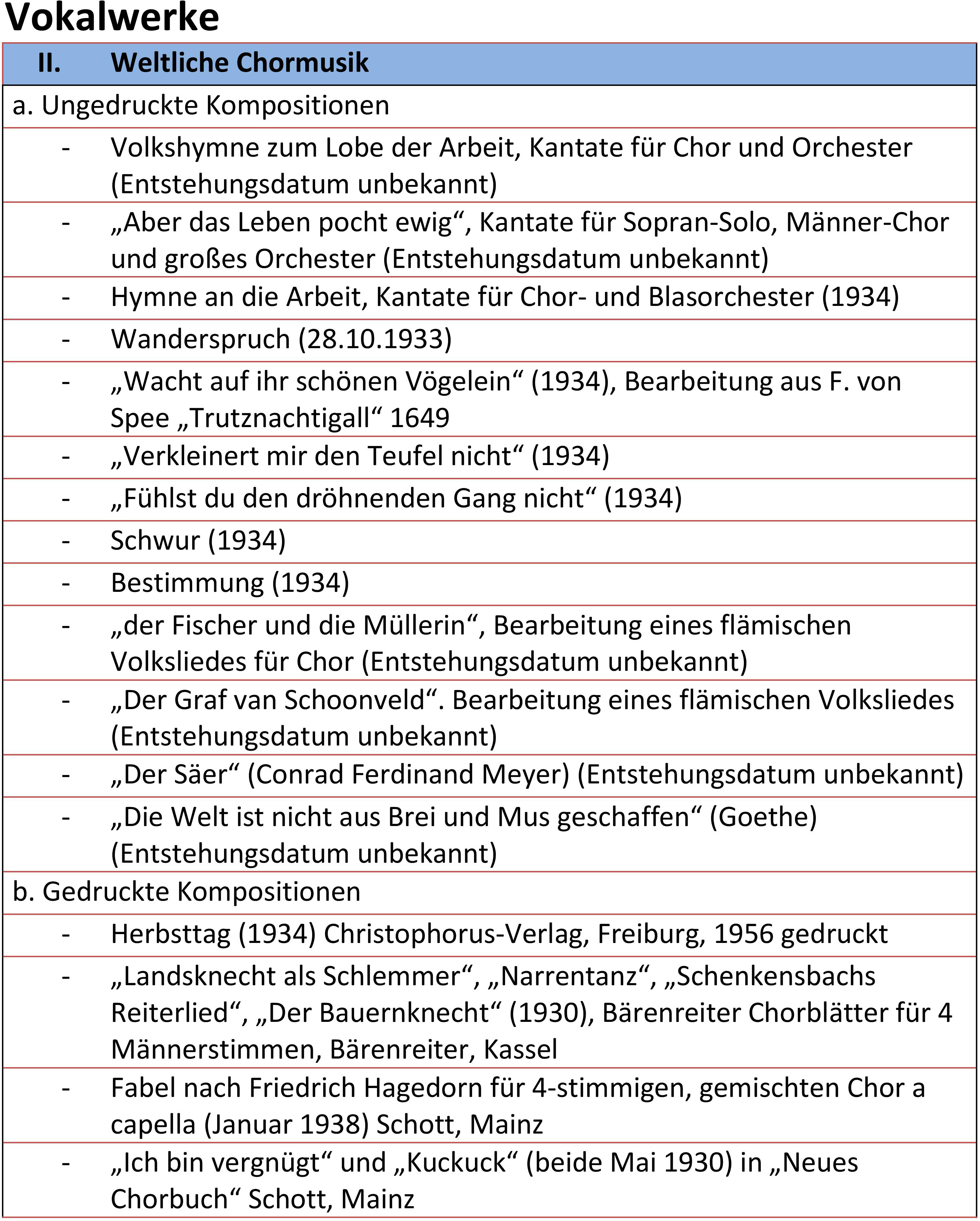
Vokalwerke, weltliche Chormusik

### Instrumentalwerke

#### Werke für Orchester

##### Ungedruckte Kompositionen
- Streichtrio (1927), Uraufführung beim Festival Deutsche Kammermusik 1927 auf Einladung Paul Hindemiths (Digitalisat des Manuskripts und einer gedruckten Ausgabe aus dem Jahr 2018 beim IMSLP) I Lebhafte Halbe II Adagio III Vivace IV Schnelle Viertel
- Komposition für Streichquartett und größere Kammerorchester (1928)
- Bäuerliche Suite in vier Sätzen (Entstehungsdatum unbekannt)

##### Gedruckte Kompositionen
- Musik für Orchester (1936) Schott, Mainz OCLC 725070361

- Sinfonie für große Orchester (1937) Schott, Mainz

- Serenade (1940) Bärenreiter, Kassel, 1949 gedruckt

- Sinfonie für Orchester (1942) Bärenreiter, Kassel, 1949 gedruckt

- Konzert für Orchester (Entstehungsdatum unbekannt)

#### Kammermusik

##### Ungedruckte Kompositionen
- Quartett für zwei Violinen, Bratsche und Violoncello, op. 4 (1924)
- Zwei Lieder nach Texten von Li-Tai-Pe und Li-Knan aus dem Chinesischen für hohe Stimme mit Flöte, Klarinette, Violine, Bratsche und Violoncello, op. 7 (1925)
- Divertimento für neun Solostimmen (1929)
- Streichquartett für zwei Violinen, Bratsche und Violoncello (1931)
- „Laß nichts dich trüben“, geistliches Lied für eine Singstimme und Klavier (1931)
- Kammermusik für zwei Violinen, Viola und Klavier (1932)
- Von der Solmisation in der Musik
- Bearbeitungen (1933) aus „Ohrenvergnügen und Gemüth-ergötzendes Tafelkonfekt“ (Valentin Rathgeber) Augsburg 1733
- Sonate für Viola und Klavier (1940)

##### Gedruckte Kompositionen
- Sonate für Violine und Klavier (Kompositionsjahr 1937, gedruckt 1938) Schott, Mainz (Digitalisat beim IMSLP) I Lebhaft II Sehr langsam III Sehr lebhaft
- Kammermusik für Flöte, Violine, Bratsche und Klavier (1939), Bärenreiter, Kassel, 1943 gedruckt (Digitalisat beim IMSLP) I Lebhaft II Sehr langsam III Lebhaft
- Sonate für Flöte allein (3. Januar 1943) letzte Komposition Humperts, Bärenreiter, Kassel, 1949 gedruckt

#### Orgelwerke

##### Ungedruckte Kompositionen
- Fugette über B-A-C-H (1919) früheste Komposition Hans Humperts
- Fuge d-Moll (1925)
- Orgelmusik in drei Sätzen (1928)
- Präludium und Trio (1930)
- Konzert für Orgel und Orchester (1937)
- Fuge (Entstehungsdatum unbekannt)
- Doppelfuge (Entstehungsdatum unbekannt)

##### Gedruckte Kompositionen
- 12 Orgelstücke in „Präludia“, Schott, Mainz 1934 gedruckt
- Präludium und Toccata über „Nun bitten wir den heiligen Geist“, (1934), Schott, Mainz
- Präludium, Canzone und Fuge über den Choral: „Der Tag der ist so freudenreich“ (1933 komponiert, Druck Februar 1934), Schott, Mainz OCLC 1041650395, Neuauflage 2001 (ISMN 979-0-001-13931-1 (Suche im DNB-Portal))
- Drittes Konzert für Orgel und Orchester (1942), Bärenreiter, Kassel OCLC 724066128
- Choralvariationen über „Da Jesus an dem Kreuze hing“ für Orgel (1934), Bärenreiter, Kassel, 1948 gedruckt OCLC 1184961817

#### Klavierwerke

##### Sämtliche ungedruckt
- Klavierstück op. 8 (17.03.1927)

- Klavierstück (27.05.1931)
- Klavierstück (Entstehungsdatum unbekannt)
- Sonate für Klavier (1934)
- Erste Sonate für Klavier zu vier Händen (1938)
- Zweite Sonate für Klavier zu vier Händen (1938)
- Alte westfälische Tänze (1938)

### Vokalwerke

#### Geistliche Chormusik

##### Ungedruckte Kompositionen
- Die kleine Schöpfung (Conrad Weiß), Kantate für vierstimmigen Chor, kleines Orchester, Sopran- und Altsolo (1933)
- Christnacht, Kantate (1930)
- Vater unser für sechs Stimmen (1930)
- Missa in e (phrygisch) cum 5 vocibus (1927/28)
- Kleine Messe für drei gleiche (Männer-)Stimmen, (Entstehungsdatum unbekannt)
- Messe für vier Stimmen (Entstehungsdatum unbekannt)
- Fünf Marienmotetten für dreistimmigen Frauenchor (1929)
- Hymne für vierstimmigen gemischten Chor und Orgel (1935)
- Drei geistliche Lieder für vierstimmigen gemischten Chor (1928)
- „Nun tu mir auf meine Taube“ für fünfstimmigen gemischten Chor op. 9 (1927)
- „Vom Himmel hoch“, „Ich armer Mensch“, „O Haupt voll Blut und Wunden“, „Mach dich mein Geist bereit“, vier dreistimmige Chöre (1928)
- Abendlied, Geistliches Minnelied, Ostern, zweimal Weihnacht, fünf dreistimmige Lieder (Chöre) (1928)
- „Eines zu sein mit allem was lebt“ (Friedrich Hölderlin), geistliches Lied für vier gemischte Stimmen (1930)[4]

##### Gedruckte Kompositionen
- Te Deum, Kantate für fünfstimmigen, gemischten Chor und Blasorchester bzw. Orgel (1931), Schwann, Düsseldorf
- Psalm 24 für fünf Stimmen (1930) Christophorus-Verlag (Herder), Freiburg, 1956 gedruckt, herausgegeben von Fritz Schieri OCLC 312757113
- Psalm 29 für sechs Stimmen mit Orgel „Bringet dem Herrn, ihr Gewaltigen, Ehre und Stärke“ (1930), Schwann, Düsseldorf, gedruckt 1952 OCLC 503262802
- Psalm 60 für fünf Stimmen „Herr, Gott, du bist unsre Zuflucht“ (1930) ebenda, 1956 Christophorus Verlag, herausgegeben von Fritz Schieri OCLC 724094712
- Psalm 67 für fünfstimmigen gemischten Chor, „Gott sei uns gnädig“, 1956 gedruckt, Christophorus Verlag, herausgegeben von Fritz Schieri OCLC 724094363
- Psalm 90 für fünf Stimmen (1930) ebenda, 1956 gedruckt, herausgegeben von Fritz Schieri OCLC 312757278
- Psalm 121 für sechs Stimmen (1930) ebenda, 1956 gedruckt, Christophorus Verlag, herausgegeben von Fritz Schieri OCLC 312757113
- Missa brevis für vierstimmigen, gemischten Chor a capella (1930), Schott, Mainz, 1934 gedruckt OCLC 1073143210
- „Komm heiliger Geist“, deutsche Choralmotette (1932), Schwann, Düsseldorf, 1932 gedruckt, Beilage zum Gregoriusblatt 1937.1,  (Digitalisat beim IMSLP) OCLC 611851793
- Offertorien auf die Hauptfeste für gemischten Chor und Orgel (1935), Schwann, Düsseldorf, 1937 gedruckt (Digitalisat beim IMSLP) I Tui sunt coeli II Terra tremuit III Confirma hoc OCLC 611620662
- Psalm 29 für Chor und Orgel (1937), Schwann, Düsseldorf, 1937
- Geistliche Liederfolge nach alten deutschen Kirchenliedern für vierstimmigen, gemischten Chor a capella (1937), Schwann, Düsseldorf, 1937 gedruckt, z. T. Neuauflagen
- Ecce Dominus venit für dreistimmigen Männerchor (1935), Schwann, Düsseldorf OCLC 1222257380
- Meditabor, geistlicher Chor (1931) Christophorus-Verlag, Freiburg, 1954 gedruckt OCLC 611542298
- „O Jungfrau rein“ und „Gegrüsset seist du Maria rein“, zwei alte deutsche Kirchenlieder, Schwann, Düsseldorf, gedruckt 1950[5]

#### Weltliche Chormusik

##### Ungedruckte Kompositionen
- Volkshymne zum Lobe der Arbeit, Kantate für Chor und Orchester (Entstehungsdatum unbekannt)
- „Aber das Leben pocht ewig“, Kantate für Sopran-Solo, Männer-Chor und großes Orchester (Entstehungsdatum unbekannt)
- Hymne an die Arbeit, Kantate für Chor- und Blasorchester (1934)
- Wanderspruch (28.10.1933)
- „Wacht auf ihr schönen Vögelein“ (1934), Bearbeitung aus Friedrich von Spee „Trutznachtigall“ 1649
- „Verkleinert mir den Teufel nicht“ (1934)
- „Fühlst du den dröhnenden Gang nicht“ (1934)
- Schwur (1934)
- Bestimmung (1934)
- „Der Fischer und die Müllerin“, Bearbeitung eines flämischen Volksliedes für Chor (Entstehungsdatum unbekannt)
- „Der Graf van Schoonveld“. Bearbeitung eines flämischen Volksliedes (Entstehungsdatum unbekannt)
- „Der Säer“ (Conrad Ferdinand Meyer) (Entstehungsdatum unbekannt)
- „Die Welt ist nicht aus Brei und Mus geschaffen“ (Johann Wolfgang von Goethe) (Entstehungsdatum unbekannt)

##### Gedruckte Kompositionen
- Herbsttag, Text: Rainer Maria Rilke (1934), Christophorus-Verlag, Freiburg, 1956 gedruckt OCLC 698953966
- „Landsknecht als Schlemmer“ OCLC 1047865348, „Narrentanz“ OCLC 1047828225, „Schenkensbachs Reuterlied“ OCLC 1185346372, „Der Bauernknecht“ OCLC 1047853486 (1930), Bärenreiter Chorblätter für vier Männerstimmen, Bärenreiter, Kassel
- Fabeln nach Friedrich von Hagedorn für vierstimmigen, gemischten Chor a capella (Januar 1938), Schott, Mainz OCLC 1083294574 I „Der Kuckuck“ II „Die Natter“ III „Die Eulen“ IV „Der Löwe und der Esel“ V „Der Papagei“
- „Ich bin vergnügt“ und „Kuckuck“ (beide Mai 1930) in „Neues Chorbuch“ Heft 7 Tanz- und Scherzlieder, Schott, Mainz OCLC 934800188

## Ehrungen und Würdigungen
- 1928 erhielt Humpert den Mendelssohn-Preis der Stadt Berlin für sein Werk „Konzert für Streichquartett und größeres Kammerorchester“.

- 1947 wurde eine Straße in Paderborn nach ihm benannt.[6]

- 1955 wurde Hans Humpert posthum zum ersten Kulturpreisträger der Stadt Paderborn ernannt.

## Hans-Humpert-Gesellschaft
1954 wurde die Hans-Humpert-Gesellschaft gegründet, mit dem Ziel, die Gesamtwerke Humperts zu verwalten und die Drucklegung seiner vielen Manuskripte als vorhandene Komposition zu fördern. 1977 löste sich die Gesellschaft aufgrund von schwindender Mitgliederzahl wieder auf.
Das Schriftgut der Gesellschaft befindet sich im Stadtarchiv Paderborn.

## Nachlass im Stadtarchiv Paderborn
1978 kamen Akten und von Humpert selbst gesammelte Partituren, welche sich bis dahin noch in dem Besitz der Hans-Humpert-Gesellschaft befanden, in das Stadtarchiv Paderborn.
In den Folgejahren konnte der Bestand durch einzelne Schenkungen von Original-Partituren erweitert werden.
Am 8. November 2002, gemäß Depositalvertrags vom 29. November und 11. Dezember 2001, konnte der sich im Privatbesitz befindende, kompositorische Teil des Nachlass Humperts von seinem Sohn Hans Ulrich Humpert und dem Nachlassverwalter Rudolf Hoffmann an das Stadtarchiv Paderborn übergeben werden.